# سوپر جام فوتبال قبرس
 سوپر جام فوتبال قبرس  (به یونانی: Ασπίδα LTV) مسابقه‌ای است که سالانه مابین قهرمان لیگ دسته اول فوتبال قبرس و قهرمان جام حذفی فوتبال قبرس برگزار می‌شود.
باشگاه فوتبال اومانیا با ۱۷ قهرمانی پرافتخارترین تیم این سری مسابقات به حساب می‌آید.

## پرافتخارترین باشگاه‌ها
| باشگاه              | قهرمانی |
| ------------------- | ------- |
| اومانیا             | ۱۷      |
| آپوئل               | ۱۴      |
| آنورتوسیس فاماگوستا | ۶       |
| لیماسول             | ۴       |
| آپولون لیماسول      | ۴       |